# Armata Croată
Armata Croată (în croată Hrvatska vojska, prescurtat HV) și Forțele Terestre Croate (în croată Hrvatska kopnena vojska, prescurtat HKoV) este cea mai mare și cea mai importantă componentă a Forțelor Armate Croate (în croată Oružane snage Republike Hrvatske, prescurtat OSRH). Stagiul militar obligatoriu a fost abolit în ianuarie 2008. Până în 2008, serviciul militar era obligatoriu pentru bărbații majori și dura șase luni, după ce în 2001 fusese redus de la nouă luni. Pacifiștii puteau opta pentru un serviciu civil de opt luni.

## Rol
Rolul fundamental și scopul armatei croate este de a proteja interesele naționale vitale ale Republicii Croația și de a apăra suveranitatea și integritatea teritorială a statului.

## Istorie
Președintele croat Franjo Tuđman a semnat, pe 20 aprilie 1991, Decretul de înființare a Gărzii Naționale Croate, care a devenit prima forță armată cu misiuni de apărare și antrenament. La 12 august 1991, era formată din patru brigăzi și avea un personal de aproximativ 60.000 de membri, din care 30.000 în structurile Ministerului de Interne.
Legea Apărării, publicată în septembrie 1991, a stabilit că forțele armate vor fi organizate într-o singură Armată Croată, iar pe 21 septembrie 1991 a fost desemnat Statul Major General al Armatei Croate (în croată Glavni stožer Hrvatsku vojsku, GSHV), condus de Inspectorul General Martin Špegelj.
Pe 3 noiembrie 1991, Garda Națională Croată a fost redenumită oficial ca Armata Croată.

## Misiuni
Armata Croată a fost implicată în mai multe misiuni de luptă și operațiuni împotriva Armatei Populare Iugoslave și Armatei Republicii Sârbe Krajina în timpul Războiului de Independență al Croației (Bătălia de la Vukovar, Bătălia Cazărmilor, Operațiunea Coast-91, Bătălia de la Dubrovnik, Operațiunea Maslenica, Operațiunea Winter '94, Operațiunea Orkan 91, Bătălia de la Zadar, Operațiunea Otkos 10, Operațiunea Flash, Operațiunea Summer '95 sau Operațiunea Storm) și în Războiul Bosniac (în Războiul Croato-Bosniac și Operațiunea Mistral 2).
A participat la Războiul din Afghanistan și în Războiul din Irak.
În aprilie 2011, armata croată avea 120 de membri în țări străine ca parte din forțele ONU de menținere a păcii, dintre care 95 făceau parte din UNDOF⁠(d) în Înălțimile Golan. În 2011, încă 350 de soldați făceau parte din forța NATO ISAF din Afganistan și alți 20 erau desfășurați ca parte din KFOR în Kosovo.